# Йозеф Ґабчик
Йо́зеф Ґа́бчик (словац. Jozef Gabčík; 8 квітня 1912, Полувсьє, Австро-Угорщина — 18 червня 1942, Прага, Протекторат Богемії і Моравії) — етнічний словак, ротмістр Чехословацької армії, учасник операції «Антропоїд», метою якої було усунення протектора Богемії і Моравії Райнгарда Гейдріха. Національний герой Чехословацької Соціалістичної Республіки.

## Життєпис
Йозеф Ґабчик народився в словацькій частині Австро-Угорської імперії, яка увійшла до створеної в 1918 році Чехословаччини. У 1920-х роках спочатку у Костельце-над-Влтавою навчався на коваля, потім вчився на годинникаря. У 1927 році відвідував торговельне училище в найближчому місті Коваров.
До 1939 року працював робітником на хімічному заводі в Жиліні. 4 червня 1939 року нелегально перейшов кордон з Польщею, а потім виїхав до Франції, де вступив до Іноземного легіону. У липні був посланий воювати до Франції, після поразки евакуювався до Великої Британію, де вступив до Чехословацької військової сили за кордоном, організовані президентом у вигнанні Едвардом Бенешем. У замку Колмонделей в графстві Чешир пройшов десантну підготовку.
Разом з Яном Кубішем, з яким він познайомився ще в Польщі, подав заяву до британського Управління спеціальних операцій. Обох відібрали для проведення операції «Антропоїд», підготовленої 2-м відділом чехословацької розвідки під загальним управлінням Франтішека Моравеца, метою якої було знищення протектора Богемії і Моравії Рейнхарда Гейдріха. Тим самим вони повинні були закликати чехів до непокори нацистам. В ніч з 28 на 29 грудня 1941 року обидва вони були десантовані над Чехією. Спочатку вони провели диверсію у Пльзені, а потім 27 травня 1942 року вчинили замах на Гейдріха. Замах ледь не зірвалося, бо відмовила зброя Ґабчика, але Гейдріх був смертельно поранений вибухом гранати Кубіша і помер від наслідків поранення 4 червня.
Після замаху разом з іншими борцями Опору Ґабчик зник у крипті православної церкви св. Кирила і Мефодія в Празі, поки вони не були видані зрадником Карелом Чурдою. 18 червня німці оточили церкву і почали штурм, захисники мужньо і відчайдушно оборонялися протягом кількох годин. 7 патріотів-чехів та словаків — Йозеф Ґабчик, Ярослав Шварц, Ян Груби, Йозеф Валчик, Адольф Опалка, Йозеф Бублик, Ян Кубіш — трималися проти кількох сотень есесівців, гестапівців та поліції. Коли становище стало безнадійним (німці за допомогою пожежних стали заливати водою підвал церкви, а боєприпаси закінчувалися), всі захисники церкви, крім тяжкопораненого Кубіша, покінчили з собою. Кубіш, не приходячи до тями, помер від ран по дорозі до лікарні.

## Пам'ять

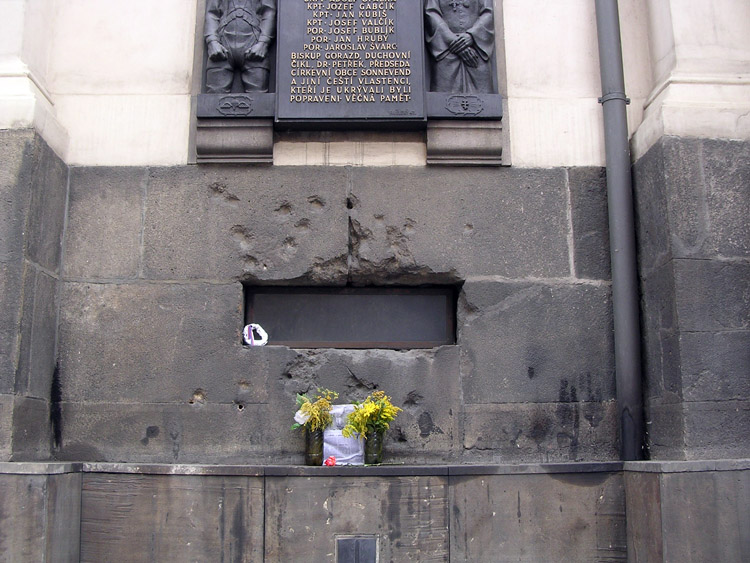
Посічене кулями вентиляційне вікно крипти церкви Кирила і Мефодія в Празі, де загинули Йозеф Ґабчик і його товариші

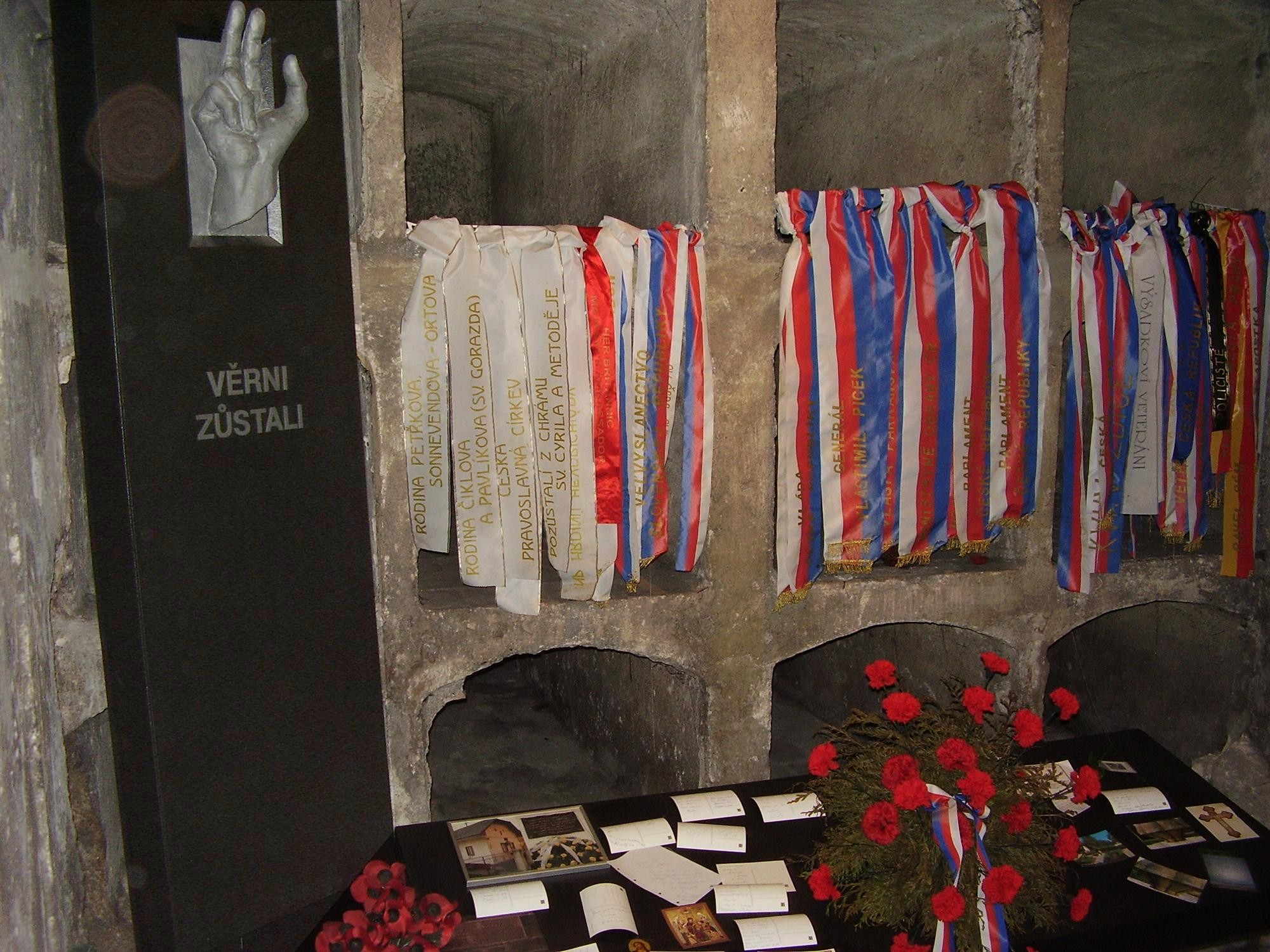
Пам'ятник семи героям у крипті церкви з епітафією: «Залишилися вірні»

- Після війни Йозеф Ґабчик, як і його соратники, став національним героєм Чехословаччини.
- Іменем Ґабчика названий один з районів південної Словаччини.
- Ім'я Ґабчика носить вулиця в Братиславі та вулиця в Празі недалеко від місця замаху на Гейдріха.
- У 1992 році Чеська пошта випустила поштову марку, присвячену операції «Антропоїд», з портретами Йозефа Ґабчика і Яна Кубіша[7].
- 27 травня 2009 року в Празі на місці замаху був урочисто відкритий пам'ятник учасникам операції «Антропоїд»[8].
- У 2010 році в крипті празького православного собору Кирила і Мефодія була оновлена відкрита в 1995 році експозиція, присвячена подвигу семи чехословацьких парашутистів, серед яких був Йозеф Ґабчик[9].
- На основі подій замаху було знято кілька художніх фільмів, зокрема «Антропоїд» (2016, Велика Британія, Чехія, Франція) в якому роль Йозефа Ґабчика зіграв Кілліан Мерфі.
- 26 травня 2017 року у зв'язку з 75-річною річницею успішного завершення операції «Антропоїд» президент Словаччини Андрій Кіска присвоїв Йозефу Ґабчику військове звання генерал-майора (посмертно). До підвищення Ґабчик був у званні бригадного генерала. Свідоцтво про підвищення у званні від президента отримала внучата племінниця Йозефа Ґабчика Катаріна Томчикова[10].
- У травні 2017 року Чеська пошта випустила спеціальний коммеморативний марочний лист (блок) з купонами, присвячений операції «Антропоїд». На ньому зображені британський літак «Хендлі Пейдж Галіфакс», з якого десантувалися парашутисти, підірваний автомобіль Гейдріха, пістолет-кулемет «STEN» Ґабчика, граната Кубіша, розстріляні вікна празького собору Кирила і Мефодія та символіка знищеного фашистами села Лідіце — троянди і шипи. Автор марочного листа — художник Карел Земан, наклад — 45000[7].

- 24 травня 2017 року Чеський національний банк увів до обігу пам'ятну срібну монету номіналом у 200 чеських крон (діаметр 31 мм, вага 13 г.). На аверсі монети зображена частина пошкодженого вибухом автомобіля Гейдріха з написами «ČESKÁ REPUBLIKA» і «200 Kč». На реверсі монети зображено посічене кулями вікно крипти церкви Кирила і Мефодія та пожежні рукави, за допомогою яких атакуючі закачували воду до підвалу. У нижній частині реверса розміщено написи «OPERACE ANTHROPOID», «1942-2017» і ініціали дизайнера монети Ірени Градецької — переплетені літери «I» та «H»[11].